# 第三次石油危机

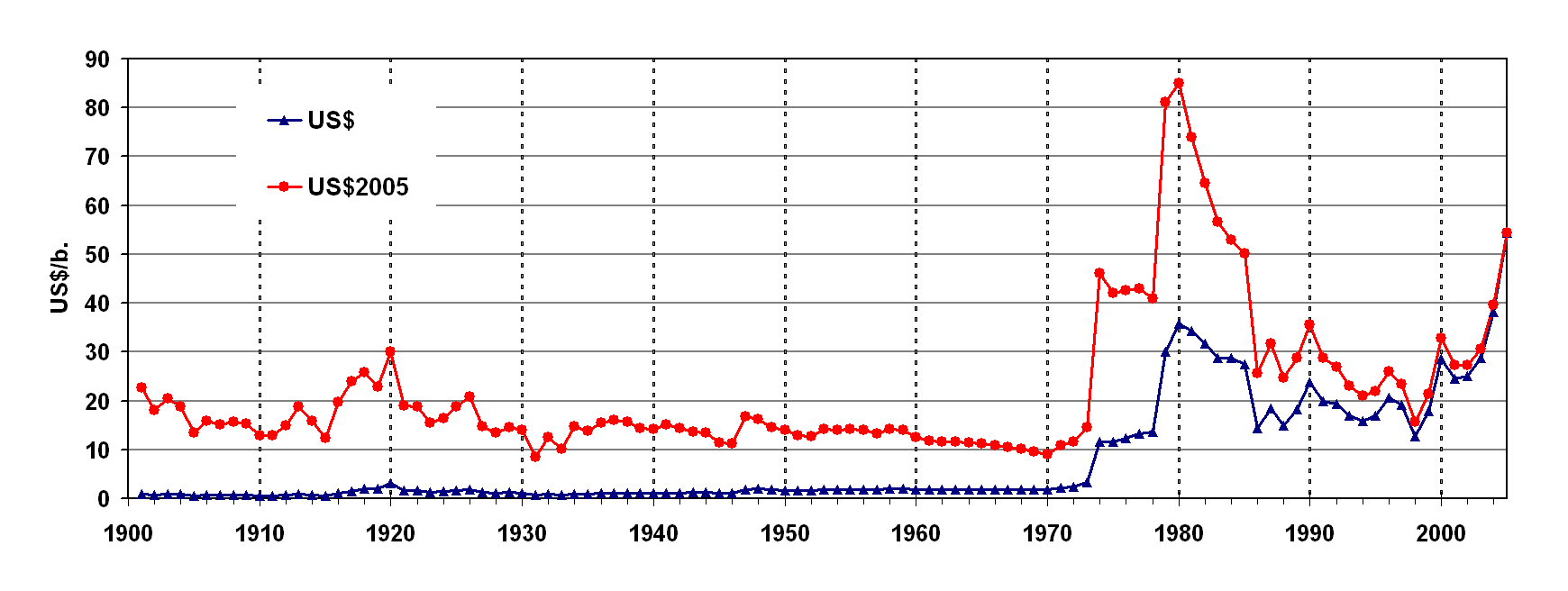
油價變化

第三次石油危机（1990年）因海灣戰爭而爆发，原油价格增加了近一倍，是20世纪下半叶三大石油危机之一。

## 经过
1990年8月2日，伊拉克入侵科威特，海湾战争爆发，伊拉克军队占领科威特长达7个月。虽然伊拉克在官方声明称科威特通过斜向钻井窃取其石油，但战争真正的动机更为复杂，也不太清楚。在战争爆发前，伊拉克积欠部分阿拉伯国家的巨额未偿债务，其中科威特的部分为140亿美元。此外，伊拉克认为科威特石油生产过剩，导致油价下降，在财政紧张的时候损害了伊拉克的石油利润。
战争爆发后，伊拉克受到国际制裁，使得其原油供应中断，再加上沙特阿拉伯的石油生产受到威胁，原油价格从7月底的每桶21美元上涨到10月中旬的每桶46美元。
以美国为首的联军迅速而成功的军事干预减轻了未来原油供应的潜在风险，再加上国际能源机构的紧急计划和石油输出国组织国家原油产量的增长，油价暴涨只持续了9个月就平息了下来，尽管伊拉克部队撤退后引发的科威特石油大火直到1991年11月才被完全扑灭，两国合计原油产量花了几年时间才恢复到战争前的水平。

## 影响
1990年爆发的海湾战争被称作是一场石油战争。时任美国总统的老布什表示，如果世界上最大石油储备落入萨达姆的控制中，那么美国人的就业机会、生活方式都将蒙受灾难。海湾石油是美国的“国家利益”。当时3个月内原油从每桶14美元，涨到突破40美元。但高油价持续时间并不长，与前两次石油危机相比，对世界经济的影响要小得多，但使1991上半年歐美旅遊生意相應減少。